# 阿爾基什鄉
46°28′59″N 22°03′00″E / 46.483°N 22.050°E
阿爾基什鄉（羅馬尼亞語：Comuna Archiș, Arad），是羅馬尼亞的鄉份，位於該國西部，由阿拉德縣負責管轄，面積68平方公里，海拔高度167米，2011年人口1,515，人口密度每平方公里25人。